# Антикл
Анти́кл (др.-греч. Ἀντίκλος) — персонаж древнегреческой мифологии. Ахеец, сидевший в Троянском коне. Хотел ответить на призыв Елены, подражавшей голосу его жены, но Одиссей зажал ему рот. Согласно поэме Трифиодора, сына Ортикса, был задушен Одиссеем и похоронен в коне. Его имя упоминалось уже в одной из киклических поэм. Его жену Трифиодор называет Лаодамией.
Его именем назван астероид Антикл.